# 50 Cent: Bulletproof
50 Cent: Bulletproof — відеогра для консолей PlayStation 2 і Xbox. Версію для PlayStation Portable видали під назвою 50 Cent: Bulletproof G-Unit Edition. 24 лютого 2009 на PlayStation 3 та Xbox 360 випустили сиквел, 50 Cent: Blood on the Sand.
Історія обертається навколо головного героя, репера 50 Cent, який намагається помститися найманим кілерам, котрі хотіли його вбити. У грі також можна побачити інших учасників гурту G-Unit в ролі гангстерів, Доктор Дре — торговця зброєю, Емінема — корумпованого полісмена, DJ Whoo Kid — самого себе, продавця бутлеґів (музики з табору G-Unit) з багажника своєї автівки. Саундтрек Bulletproof вийшов на лейблі DJ Red Heat Shadyville Entertainment. Він отримав нагороду «Найкраща оригінальна пісня» на Spike TV Video Game Awards (2005).

## Сюжет
Після того, як у Фіфті вистрілили 9 разів та залишили помирати, репер палає жадобою помсти ворогам. Разом з членами G-Unit, Ллойдом Бенксом, Тоні Єйо, Young Buck, він веде бій з найсильнішими бандами й синдикатами міста, розкриваючи злочинну змову з міжнародними наслідками.

## G-Unit edition
29 червня 2006 Vivendi Games видали для PlayStation Portable 50 Cent: Bulletproof G-Unit Edition. Сюжет і кат-сцени однакові, проте ігровий процес є ізометричним, зверху вниз, а не від третьої особи. Також з'явився мультиплеєр через спеціальний бездротовий зв'язок. Версія для PlayStation Portable мітить міні-гру «Vitamin Water», головним героєм котрої є 50 Cent на вершині бізнесу.

## Відгуки
Більшість оглядачів оцінили 50 Cent: Bulletproof негативно чи неоднозначно через погану механіку гри, попри цілісність сюжету, яку відзначили як плюс. Таку ж реакцію викликало G-Unit Edition. При цьому Алекс Наварро з GameSpot заявив, що воно є кращим, ніж видання для PS2 та Xbox. 50 Cent: Bulletproof розійшлася накладом у приблизно 1,2 млн копій.
Огляди
| Агрегатор    | Оцінка                                    |
| ------------ | ----------------------------------------- |
| GameRankings | 47.38% (PS2) 51.75 % (Xbox) 53.56 % (PSP) |
| Metacritic   | 47/100 (PS2) 50/100 (Xbox) 52/100 (PSP)   |

| Видання                                  | Оцінка                          |
| ---------------------------------------- | ------------------------------- |
| 1Up.com                                  | D+ (PSP)                        |
| AllGame                                  | (PS2, Xbox) · (PSP)             |
| Computer and Video Games                 | 7/10 (PS2, PSP)                 |
| Edge                                     | 2/10 (PS2, Xbox)                |
| Electronic Gaming Monthly                | 3.3/10 (PS2, Xbox) 4.5/10 (PSP) |
| Eurogamer                                | 4/10 (PS2) 5/10 (PSP)           |
| Game Informer                            | 6/10 (PS2, Xbox) 6.25/10 (PSP)  |
| GamePro                                  | (PS2)                           |
| GameSpot                                 | 4.8/10 (PS2, Xbox) 5.1/10 (PSP) |
| GameSpy                                  | (PS2, Xbox)                     |
| GamesRadar+                              | (PS2, Xbox) · (PSP)             |
| GameTrailers                             | 5.2/10 (PSP)                    |
| GameZone                                 | 5/10 (PSP)                      |
| IGN                                      | 6.5/10 (PS2, Xbox) 5/10 (PSP)   |
| Official U.S. PlayStation Magazine       | 3/10 (PS2)                      |
| Official Xbox Magazine (Велика Британія) | 4/10 (Xbox)                     |
| Official Xbox Magazine (США)             | 5/10 (Xbox)                     |
| PlayStation: The Official Magazine       | 4/10 (PS2) 5.5/10 (PSP)         |
| PSM3                                     | 4.8/10 (PS2) 4.7/10 (PSP)       |
| TeamXbox                                 | 6.8/10 (Xbox)                   |
| X-Play                                   | (PS2, Xbox) · (PSP)             |